# Freneuse-sur-Risle
Freneuse-sur-Risle – miejscowość i gmina we Francji, w regionie Normandia, w departamencie Eure.
Według danych na rok 1990 gminę zamieszkiwało 347 osób, a gęstość zaludnienia wynosiła 43 osoby/km² (wśród 1421 gmin Górnej Normandii Freneuse-sur-Risle plasuje się na 573. miejscu pod względem liczby ludności, natomiast pod względem powierzchni na miejscu 460).